# Ƿ
Ƿ, ƿ (винн, англ. wynn, др.-англ. ƿynn) — буква древнеанглийского алфавита, использовавшаяся для обозначения звука [w]. Одна из двух, наряду с þ, букв английского алфавита и расширенной латиницы в целом, заимствованных из рунической письменности.
Первоначально для обозначения звука [w] древнеанглийские писцы использовали диграф uu, однако вскоре заимствовали руну винн (ᚹ). Буква оставалась стандартной в древнеанглийском алфавите и вышла из оборота к концу XIII века, т.е. в среднеанглийский период, вновь уступив место диграфу uu, из которого произошла современная буква w.